# Vánara
Los vánaras son seres legendarios de la mitología hindú, parecidos a hombres mono.
En escritura devánagari se escribe वानर (vānara), literalmente ‘del bosque’.

El nombre vánara podría provenir de la abreviación de vána-nara: humanos (nara) del bosque (vána).[cita requerida]

## En el Ramaiana
En la epopeya Ramaiana (de Valmíki) se les describe como una raza de valientes hombres-mono.
De acuerdo con este texto, los vánaras vivían principalmente en la región de Kishkindha, en la India meridional, en el centro del bosque de Dandaka, donde el rey-dios Rama los encontró cuando buscaba a su esposa Sītā. Los vánaras le ayudaron en su búsqueda y también le apoyaron en la batalla contra Rávana, el secuestrador de Sita.
Los vánaras son descritos en la epopeya como divertidos, infantiles, ligeramente fastidiosos, amables pero fácilmente irritables, hiperactivos, aventureros, honestos, leales y valientes. Eran más bajos que los hombres normales, al menos una cabeza, su cuerpo estaba completamente cubierto por pelo sedoso de color color café y tenían una larga cola de mono.
El vánara más importante y famoso es Jánuman, el leal devoto del dios Rama.
Otros notables vánaras fueron la madre de Jánuman, Anyana, su padre adoptivo Kesari, Sugriva, Vali y Angada.

## En el Majabhárata
En la epopeya Majábharata se les describe como una tribu que habitaba en medio del bosque.
Fueron descubiertos por Sajádeva, uno de los cinco hermanos Pándava, que dirigía una campaña militar en el sur de la India.
- Datos: Q2321180
- Multimedia: Vanara / Q2321180